# Born in Evin
Born in Evin ist ein deutsch-österreichischer Dokumentarfilm der Produktionsfirma Tondowski Films aus dem Jahr 2019 und zugleich der Debütfilm der Regisseurin Maryam Zaree. Seine Premiere hatte er bei den Internationalen Filmfestspielen Berlin 2019 in der Sektion Perspektive Deutsches Kino, dessen Kompass-Perspektive-Preis er erhielt. Es folgten eine Reihe weiterer Auszeichnungen, darunter 2020 der Deutsche Filmpreis.

## Handlung
Die Schauspielerin und Regisseurin Maryam Zaree sucht nach ihrer iranischen Herkunft, insbesondere nach den Hintergründen der eigenen Geburt 1983 im politischen Gefängnis von Evin. Nach dem Sturz des persischen Schahs im Jahr 1979 ließ die neue Führung unter dem religiösen Oberhaupt Ayatollah Khomeini unzählige politische Gegner verhaften, foltern und ermorden. Dazu gehörten auch Kasra Zaree und Nargess Eskandari, die Eltern von Maryam Zaree, die jedoch überlebten. Die einzige verschüttete Erinnerung, die sie selbst noch hatte, äußerte sich durch einen Schweißausbruch beim Hören von Koranversen, die im Gefängnis ohne Unterbrechung abgespielt worden waren. Maryam Zaree versucht, das jahrelang erlebte Schweigen über die erlebten Traumata zu brechen und konkrete Fragen zu stellen. Während ihrer vierjährigen Recherchen gelingt es ihr jedoch nur sehr schwer, die Betroffenen zum Reden zu bringen. Insbesondere findet sie nur eine Gleichaltrige, die als Kind ebenfalls in Evin gelebt hatte und sich vor der Kamera befragen ließ.
Der Film arbeitet auch mit Symbolen, z. B. mit Bildern, in denen Maryam Zaree einen Fallschirm hinter sich herschleift, dessen Schnüre sie am Ende erfolgreich abtrennt.

## Kritik
Gunda Bartels zeigte sich im Tagesspiegel beeindruckt von den nicht herausgeschnittenen Tränen der Regisseurin, die „das Trauma der Gewalterfahrung offensichtlich“ machten. Zugleich hält sie es für „gut möglich, dass ‚Born in Evin‘ nun anderen Kindern das Gespräch mit den Eltern eröffnet“.

## Auszeichnungen und Nominierungen
Berlinale 2019
- Auszeichnung mit dem Kompass-Perspektive-Preis

First Steps 2019
- Nominierung in der Kategorie Dokumentarfilm (Maryam Zaree)

Fünf Seen Filmfestival 2019
- Auszeichnung mit dem Dokumentarfilmpreis (Maryam Zaree)

Hessischer Filmpreis 2019
- Auszeichnung mit dem Newcomerpreis (Maryam Zaree)[4]

Deutscher Filmpreis 2020
- Bester Dokumentarfilm (Alex Tondowski, Ira Tondowski)[5]

Deutscher Schauspielpreis 2020
- Auszeichnung in der Kategorie Deutscher Fairnesspreis